# ران گرینسمیت
ران گرینسمیت (انگلیسی: Ron Greensmith; ۲۲ ژانویهٔ ۱۹۳۳ – ۱۸ دسامبر ۲۰۱۵) بازیکن فوتبال اهل بریتانیا بود.
از باشگاه‌هایی که در آن بازی کرده‌است می‌توان به باشگاه فوتبال شفیلد ونزدی و باشگاه فوتبال یورک سیتی اشاره کرد.